# Gare de Hagoromo
La gare de Hagoromo (羽衣駅, Hagoromo-eki) est une gare ferroviaire de la ville de Takaishi, dans la préfecture d'Osaka au Japon. Elle est exploitée par la compagnie Nankai.

## Situation ferroviaire
La gare de Hagoromo est située au point kilométrique (PK) 15,5 de la ligne principale Nankai. Elle marque le début de la ligne Nankai Takashinohama.

## Histoire
La gare a été inaugurée le 1er mars 1912.

## Service des voyageurs

### Accueil
La gare dispose d'un bâtiment voyageurs ouvert tous les jours, avec des guichets et des automates pour l'achat de titres de transport.

### Desserte
- Ligne principale Nankai :
  - voie 1 : direction Kishiwada, Wakayamashi et Aéroport du Kansai
  - voie 2 : direction Sakai et Namba
- Ligne Nankai Takashinohama :
  - voie 3 : direction Takashinohama

### Intermodalité
La gare de Higashi-Hagoromo de la JR West, terminus de la branche Hagoromo de la ligne Hanwa, est située à proximité de la gare.

## À proximité
- Parc Hamadera (浜寺公園)
- Université internationale de Hagoromo